# パウル・ヒルドガートナー
パウル・ヒルドガートナー（Paul Hildgartner、1952年6月8日 - ）は、イタリア共和国、トレンティーノ＝アルト・アディジェ州ボルツァーノ自治県キエーネス出身のリュージュ選手である。1972年札幌オリンピック二人乗りで金メダル、1980年のレークプラシッドオリンピック一人乗りで銀メダル、1984年サラエボオリンピック一人乗りで金メダルをそれぞれ獲得した。このサラエボオリンピックではイタリア選手団の旗手を務めた。リュージュ世界選手権では2度優勝を果たしている。また、ヨーロッパリュージュ選手権では4度優勝を果たしている。